# Tupanvirus
Tupanvirus je navržený název rodu virů čeledi Mimiviridae objevený v Brazílii, který se od současných zástupců této čeledi významně liší. Oba dnes známé druhy tupanvirů patří mezi obří viry, které infikují různé améby a protista, ale jejich přirozený hostitel zatím není znám. Tupanviry obsahují skoro kompletní translační aparát a mají geny pro aminoacyl-tRNA syntetasy všech 20 proteinogenních aminokyselin.

## Zástupci
Tupanviry jsou pojmenovány podle brazilského boha Tupã (nebo také Tupan), který je důležitým Guaranijským bohem blesků. Jednotliví zástupci mají druhová jména podle místa nálezu v Brazílii. První druh byl objeven v roce 2012 v mořských sedimentech ležících 3000 metrů pod hladinou blízko Rio de Janeira, a byl pojmenován Tupanvirus deep ocean (TPV-DO). Druhý druh byl objeven v roce 2014 v sedimentech Pantanalských alkalických jezer v Nhecolândiy a byl nazván Tupanvirus soda lake (TPV-SL).
TPV-SL je naproti TPV-DO cytotoxický, což se projevuje ztrátou hybnosti buňky, zvýšenou vakuolizací nebo sníženou schopností fagocytózy. Nejpodstatnějším vlivem na hostitelské i nehostitelské buňky je jeho schopnost závažně degradovat ribosomální RNA a tím postupně degradovat i jejich jádro. Podle porovnání genů k tomu využívá ortolog eukaryotní ribonukleasy T2.

## Morfologie

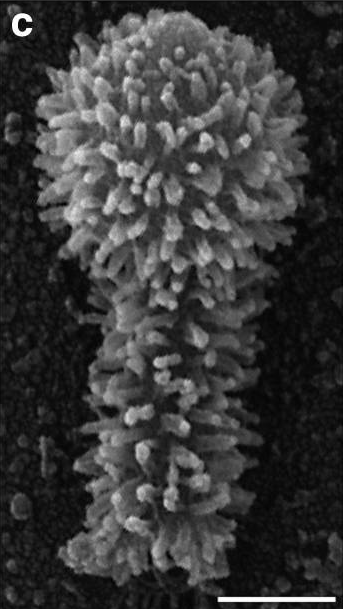
Snímek ze skenovacího elektronového mikroskopu s fibrilami. Měřítko je 250 nm.

Tupanvirová kapsida je velikostí i strukturou podobná mimivirové. Průměř kapsidy je kolem 450 nm včetně pokrytí fibrilami a v jednom vrcholu kapsidy se nachází "hvězdovitá brána". Zvláštností tupanvirů je v průměru 550 nm dlouhý a 450 nm široký bičík s fibrilami, který je připojený na základnu kapsidy a je nejdelším virovým bičíkem vůbec. Kompletní virion lze vidět optickým mikroskopem při obarvení a měří průměrně 1,2 µm. Některé částice však mohou dosáhnout až 2,3 µm díky variabilní délce bičíku. Tyto rozměry činí tupanviry v dnešní době nejdelšími virovými částicemi.
Uvnitř kapsidy se nachází lipidová membrána, která slouží k fúzi s buněčnou membránou a uvolnění obsahu kapsidy do hostitelské buňky. Obsah bičíků je také uvolňován do hostitele, když se invaginuje membrána fagosomu, ale jeho složení zatím není známé. Nicméně bičík má při použití transmisní elektronové mikroskopie (TEM) nižší elektronovou hustotu než kapsida.

## Genom
Genetická informace tupanvirů je uložena ve formě lineární dvouvláknové DNA o velikosti kolem 1,5 milionu párů bází a častým promotorem je sekvence ‘AAAATTGA’. Odhaduje se, že jejich genom kóduje 1276 - 1425 různých proteinů, z nichž asi 30 % není podobných žádným dnes známým sekvencím, 42 % odpovídá mimivirům, 11 % eukaryotům, 8 % klosneuvirům a 8 % bakteriím. Zatím je předmětem výzkumu zda tyto geny pocházejí z laterálního přenosu genů z hostitele nebo je zdědily po předcích mimivirů. Většina genů tupanvirů je stejná u obou druhů, ale TPV-DO má 73 odlišných genů a TPV-SL 138 genů.
Tupanviry mají téměř úplný (a také největší virový) translační aparát kromě ribosomů jako takových. Jejich genom kóduje 70 transferových RNA, 20 aminoacyl-tRNA synthetas a přes 40 dalších proteinů podílejích se na translaci jako jsou translační faktory, faktory podílející se na maturaci tRNA nebo mRNA či enzymy důležité pro cyklus nukleových kyselin jako DNA polymerasa, RNA polymerasa, helikasa nebo mRNA čepičkovací protein. Dále během replikace virionu exprimují sekvence podobné intronům 18S rRNA eukaryot, ale důvod a funkce této syntézy jsou zatím neznámé.
Tato poznání by mohla být v budoucnu důvodem reklasifikace virů jako nebuněčných entit závislých na proteosyntese hostitele.

## Životní cyklus

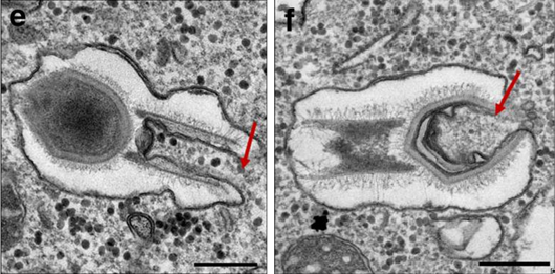
Snímky z elektronového mikroskopu ukazující první fázi infekce améby - uvolní se obsah bičíku (e) a kapsidy (f) do její cytoplasmy (znázorněno červenými šipkami). Měřítko je 350 nm (e) a 450 nm (f).

Po vazbě na povrch hostitelské améby virus proniká dovnitř fagocytózou. V cytoplasmě fúzuje lipidová membrána v kapsidě s membránou fagosomu a uvolňuje nukleovou kyselinu. Následuje uvolnění obsahu bičíku. V cytoplasmě poté vzniká virová továrna pro tvorbu nových virionů. Během maturace se bičík na kapsidu připojuje až po jejím uzavření. V rozmezí 16 - 24 hodin po infekci se cytoplasma améby zaplní viriony a dochází k lyzi buňky. Tím se viriony uvolní do prostředí a mohou infikovat další améby.
Při infekci dochází u hostitelských buněk ke značným změnám. Při testech na monovrstvě améby Acanthamoeba castellanii došlo po 4 hodinách ke ztrátě adherence. 6 hodin po infekci začaly buňky améb agregovat do hroznovitých útvarů a do 16 hodin po infekci byly všechny buňky pevně spojeny. Po 24 hodinách od infekce začala být patrná lyze buněk a v rozmezí 48 - 72 hodin byly lyzovány kompletně. Tupanviry využívají tuto agregaci pro snazší přenos virionů mezi nakaženými a zdravými buňkami. Navíc i po mechanickém rozbití klastrů jsou buňky schopné znovu agregovat.